# Hank Azaria
Henry Albert "Hank" Azaria, född 25 april 1964 i Queens i New York, är en amerikansk skådespelare med grekiskt-judiskt ursprung. Han har varit gift med skådespelaren Helen Hunt.

## Karriär
Azaria gör rösten till ett antal av figurerna i den animerade TV-serien Simpsons. I serien har han genom åren totalt givit röst åt fler än 160 figurer, i fler än 300 avsnitt, däribland Apu Nahasapeemapetilon, Moe Szyslak, polischefen Clancy Wiggum, Comic Book Guy, Cletus Spuckler och professor Frink.
I TV-serien Vänner har han vid återkommande tillfällen spelat karaktären David, en vetenskapsman som Phoebe dejtar och som försvinner till Minsk för att forska, för att sedan då och då återkomma till serien.

## Filmografi i urval
| År         | Titel                                       | Medium         | Roll                                  | Noter |
| ---------- | ------------------------------------------- | -------------- | ------------------------------------- | --- |
| 1986       | Joe Bash                                    | TV-serie       | Maldonado                             | Episod 1.1: "Pilot" Raderad scen |
| 1988       | Nitti: The Enforcer                         | TV-film        | Agent                                 | |
| 1989–pågår | Simpsons                                    | TV-serie       | Olika roller                          | Röstroll Primetime Emmy Award for Outstanding Voice-Over Performance (1998, 2001 & 2003) Nominerad — Primetime Emmy Award for Outstanding Voice-Over Performance (2009, 2010 & 2012)                                                                      |
| 1990       | Pretty Woman                                | Spelfilm       | Detektiv                              | |
| 1990       | Hollywood Dog                               | TV-film        | Hollywoodhund                         | Röstroll |
| 1991–1994  | Herman's Head                               | TV-serie       | Jay Nichols                           | Huvudroll; 72 episoder |
| 1994       | Quiz Show                                   | Spelfilm       | Albert Freedman                       | |
| 1994–1995  | Beethoven                                   | TV-serie       | Olika roller                          | Röstroll; sex episoder |
| 1994–1996  | Spider-Man: The Animated Series             | TV-serie       | Eddie Brock/Venom                     | Röstroll; åtta episoder |
| 1994–2003  | Vänner                                      | TV-serie       | David                                 | Återkommande roll; fem episoder Nominerad—Primetime Emmy Award for Outstanding Guest Actor – Comedy Series (2003) |
| 1995       | If Not for You                              | TV-serie       | Craig Schaeffer                       | Huvudroll; åtta episoder |
| 1995–1999  | Galen i dig                                 | TV-serie       | Nat Ostertag                          | Återkommande gästroll; 14 episoder Nominerad—Primetime Emmy Award for Outstanding Guest Actor – Comedy Series (1998) |
| 1996       | The Birdcage - lånta fjädrar                | Spelfilm       | Agador Spartacus                      | Screen Actors Guild Award for Outstanding Performance by a Cast Nominerad—Screen Actors Guild Award for Outstanding Performance by a Male Actor in a Supporting Role                                                                                      |
| 1997       | Även en lönnmördare behöver en träff ibland | Spelfilm       | Steven Lardner                        | |
| 1997       | Anastasia                                   | Spelfilm       | Bartok                                | Röstroll Anne Award for Outstanding Individual Achievement for Voice Acting by a Male Performer in an Animated Feature Production |
| 1998       | Godzilla                                    | Spelfilm       | Victor "Animal" Palotti               | |
| 1999       | Mystery Men                                 | Spelfilm       | The Blue Raja                         | |
| 1999       | Mystery, Alaska                             | Spelfilm       | Charles Danner                        | |
| 1999       | Tisdagar med Morrie                         | TV-film        | Mitch Albom                           | Primetime Emmy Award for Outstanding Supporting Actor – Miniseries or a Movie Nominerad—Screen Actors Guild Award for Outstanding Performance by a Male Actor in a Miniseries or Television Movie                                                         |
| 2001       | Futurama                                    | TV-serie       | Harold Zoid                           | Röstroll (gäst i avsnittet That's Lobstertainment!) |
| 2001       | America's Sweethearts                       | Spelfilm       | Hector Gorgonzolas                    | |
| 2001       | Uprising                                    | TV-film        | Mordechaj Anielewicz                  | Nominerad—Broadcast Film Critics Association Awards for Best Actor in a TV Film |
| 2003       | Stephen Glass - rubrikernas man             | Spelfilm       | Michael Kelly                         | |
| 2004       | Nobody's Perfect                            | Kortfilm       | Ray                                   | Även producent, regissör och manusförfattare "Film Discovery Jury Award for Best Short" – US Comedy Arts Festival |
| 2004       | ...och så kom Polly                         | Spelfilm       | Claude                                | |
| 2004       | Dodgeball                                   | Spelfilm       | Young Patches O'Houlihan              | |
| 2004       | Eulogy                                      | Spelfilm       | Daniel Collins                        | |
| 2004–2006  | Huff                                        | TV-serie       | Dr. Craig "Huff" Huffstodt            | 26 episoder; även producent/exekutiv producent för vissa epidoer Nominerad—Primetime Emmy Award for Outstanding Lead Actor – Drama Series (2005) Nominerad—Screen Actors Guild Award for Outstanding Performance by a Male Actor in a Drama Series (2005) |
| 2005       | The Aristocrats                             | Dokumentärfilm | Sig själv                             | |
| 2007       | The Simpsons: Filmen                        | Spelfilm       | Olika roller                          | Röstroll |
| 2009       | Natt på museet 2                            | Spelfilm       | Kahmunrah / The Thinker / Abe Lincoln | |
| 2009       | Year One                                    | Spelfilm       | Abraham                               | |
| 2010       | Under the Boardwalk: The Monopoly Story     | Dokumentärfilm | Sig själv                             | |
| 2010       | Love and Other Drugs                        | Spelfilm       | Dr. Stan Knight                       | |
| 2011       | Hopp                                        | Spelfilm       | Carlos / Phil                         | Röstroll |
| 2011       | Smurfarna                                   | Spelfilm       | Gargamel                              | |
| 2011       | Happy Feet 2                                | Spelfilm       | The Mighty Sven                       | Röstroll |
| 2013       | Smurfarna 2                                 | Spelfilm       | Gargamel                              | |
| 2025       | Passagen                                    | Spelfilm       | Perplexo                              | Röstroll |

| År        | Titel                                          | Roll                  |
| --------- | ---------------------------------------------- | --------------------- |
| 1996-2012 | Ett antal datorspel baserade på The Simpsons   | Olika karaktärer      |
| 2005      | Friends: The One With All The Trivia           | David                 |
| 2009      | Night at the Museum: Battle of the Smithsonian | Kah Mun Rah, Tänkaren |
| 2012      | The Simpsons: Tapped Out                       | Olika karaktärer      |

| År        | Titel                        | Roll                                          |
| --------- | ---------------------------- | --------------------------------------------- |
| 2003      | Sexual Perversity in Chicago | Bernard                                       |
| 2004–2005 | Spamalot                     | Sir Lancelot, fransk hånare, Olika karaktärer |
| 2007      | The Farnsworth Invention     | David Sarnoff                                 |